# Jaime Muela
Jaime Muela Quesada (* 3. Februar 1957) ist ein spanischer Fusionmusiker (Saxophon, Flöte).
Muela war auf dem Album Después del silencio der Flamenco-Rockband Guadalquivir zu hören. Mit Manolo Sanlúcar, den er bereits zuvor auf mehreren Alben begleitete, trat er 1990 in der Carnegie Hall auf. In den 1990er Jahren gehörte er zu der Weltmusik-Band Radio Tarifa, mit denen er seit 1994 international tourte und das Album Temporal (1996) aufnahm; er ist auch auf deren Album Fiebre (2003) als Solist zu erleben. Er nahm zudem mit Yayo Morales (La Calle Caliente), mit Argelia Fragoso/Javier Colina und mit Benjamín Escoriza auf (Alevanta!). 2011 war er als maßgeblicher Solist in Miguel Blancos Afrodisian Orchestra bei dessen Album Satierismos beteiligt.